# Światosław I

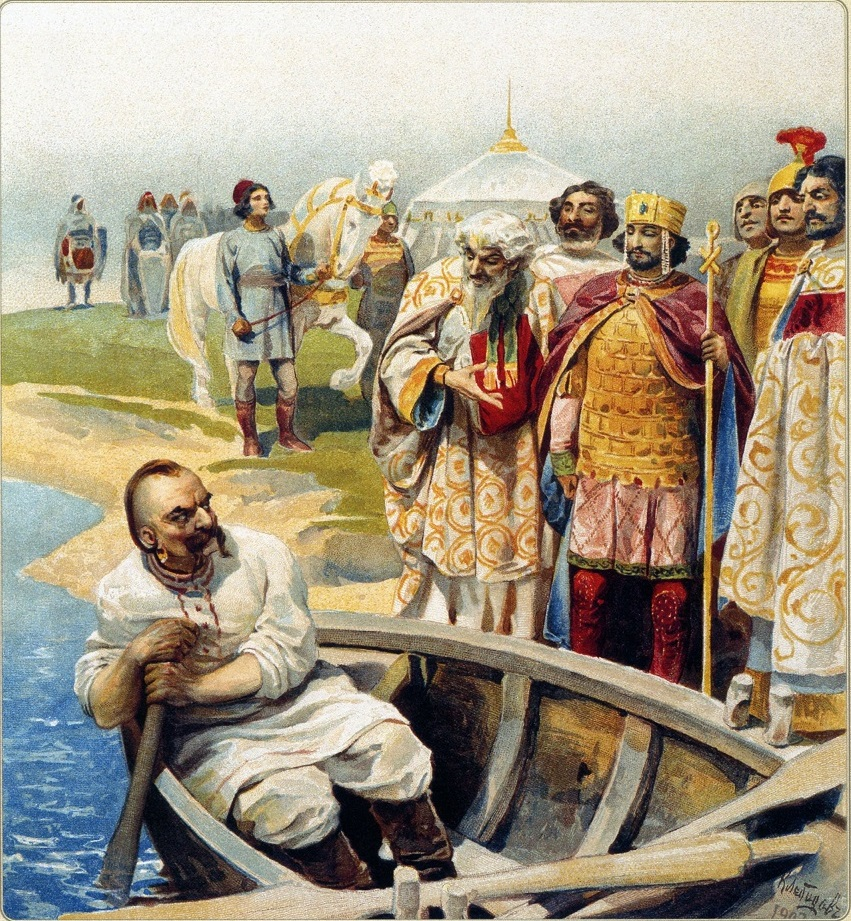
Spotkanie Światosława i Jana Tzimiskesa. Autor obrazu Klaudiusz Lebiediew dokonał stylizacji średniowiecznego władcy Rusi na XVII-wiecznego Kozaka (Moskwa).

Światosław I Igorowicz (st. rus. i scs: Свѧтославъ /Svętoslavŭ/ śr. grec. Σφενδοσθλάβος /Sfendosthlávos/), (ur. w latach dwudziestych X wieku bądź ok. 942, zm. wiosną 972) – kniaź Rusi Kijowskiej w latach 945–972. Syn Igora Rurykowicza i Olgi Kijowskiej, ojciec Włodzimierza I Wielkiego. W wyniku prowadzonej polityki militarnej ponad trzykrotnie powiększył obszar swojego państwa.

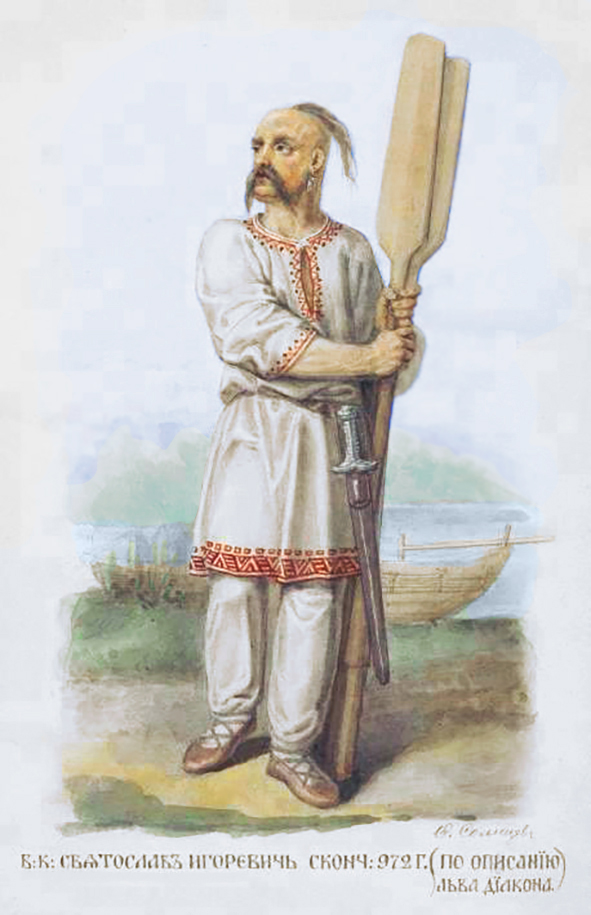
Światosław I

Rok urodzenia Światosława podlega dyskusji w historiografii. Według Powieści minionych lat Nestora urodził się w 942. Do ok. 963 państwem rządziła jego matka Olga. Przyjmując wersję Nestora Światosław po śmierci ojca w 945 był zbyt młody, by samodzielnie sprawować władzę, stąd regencja jego matki. Jednakże Konstantyn VII Porfirogeneta w dziele De administrando imperio odnotowuje, że Światosław jeszcze za życia ojca był księciem nowogrodzkim. Jest też wymieniony wśród 25 książąt, którzy zawarli traktat rusko-bizantyjski z 944. Na tej podstawie uważa się, że mógł współrządzić Rusią wraz z matką, zwłaszcza że na przełomie lat pięćdziesiątych i sześćdziesiątych X wieku prawdopodobnie umocnił już swoją władzę w państwie. Regencja Olgi mogła więc wynikać nie tyle z młodego wieku Światosława, co jego częstej nieobecności w księstwie z powodu wypraw zbrojnych.

## Imię
Światosław to pierwszy znany ruski książę noszący słowiańskie imię. Według części badaczy imię to jest połączeniem nordyckich imion jego poprzedników przetłumaczonych na język słowiański: Olga/Helga lub Oleg/Helgi (heilagr – święty, błogosławiony) oraz Ruryk/Hrœrekr (Hrǿríkʀ – sławny król).

## Charakterystyka

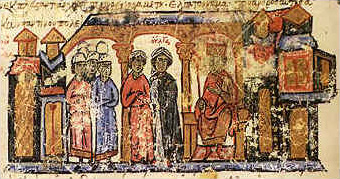
Matka Światosława, Olga wraz ze świtą. Miniatura z kroniki Jana Skylitzesa z końca XI wieku.

Wygląd zewnętrzy Światosława opisał bizantyjski historyk Leon Diakon w dziele Historia:  „Z wyglądu tak oto się on przedstawiał: średniego wzrostu, ani zbyt wysoki, ani zbyt mały, o krzaczastych brwiach, błękitnych oczach, płaskim nosie, z ogoloną brodą i z gęstymi, długimi, wiszącymi na górnej wardze włosami. Głowę miał całkiem gołą; po jednej tylko stronie głowy wisiał pukiel włosów, oznaczający znakomitość rodu; szyja gruba, ramiona szerokie i cała postać dość kształtna. Wydawał się ponury i surowy. W jednym jego uchu wisiała złota zausznica, ozdobiona dwiema perłami z rubinem umieszczonym pośrodku. Odzież miał białą, niczym prócz czystości nie różniącą się od innych...”
Światosław był nieprzychylny chrześcijaństwu i nawet po przyjęciu przez matkę w 955 chrztu pozostał wierny religii swych nordyckich przodków. Odznaczał się nieprzeciętnym zmysłem taktycznym, odwagą i oddaniem, co czyniło go popularnym wśród żołnierzy. Ciągłe prowadzenie wypraw wojennych i przebywanie poza granicami państwa, pogarszało jego wizerunek w kraju. Pod nieobecność syna państwem skutecznie zarządzała Olga.

## Wzrost potęgi ruskiej
Ojciec Światosława, Igor Rurykowicz, zginął w roku 945 z rąk Drewlan podczas poboru daniny przekraczającej określone wcześniej, w ramach porozumienia, normy. Olga po śmierci męża krwawo zemściła się na Drewlanach (oblężenie Iskorostenia). Podporządkowała Kijowowi księstwo nowogrodzkie i odnowiła traktaty handlowe z Bizancjum, zawarte jeszcze przez Igora. W 955 roku w Konstantynopolu przyjęła chrzest i rozpoczęła proces chrystianizacji kraju.
Światosław kontynuował politykę ekspansji terytorialnej prowadzoną przez ojca i pracował nad zwiększeniem roli Rusi jako pośrednika w handlu między Europą a Azją. Istniały dwa główne szlaki handlowe, którymi ruscy kupcy wieźli swoje towary. Pierwszy biegł z Kijowa przez Kraków, gdzie spotykali się z polskimi kupcami, a dalej przez Pragę na ziemie środkowej Europy. Drugi natomiast, tak zwany „drogą od Greków do Waregów”, przez Połock lub Smoleńsk i Nowogród nad „Morze Wareskie” i dalej na ziemie Słowian zachodnich, Niemców i Franków. Od końca IX wieku ta wymiana handlowa była zagrożona pojawieniem się na mapie Europy koczowniczych Węgrów i Pieczyngów.

## Wyprawy z lat 964–972

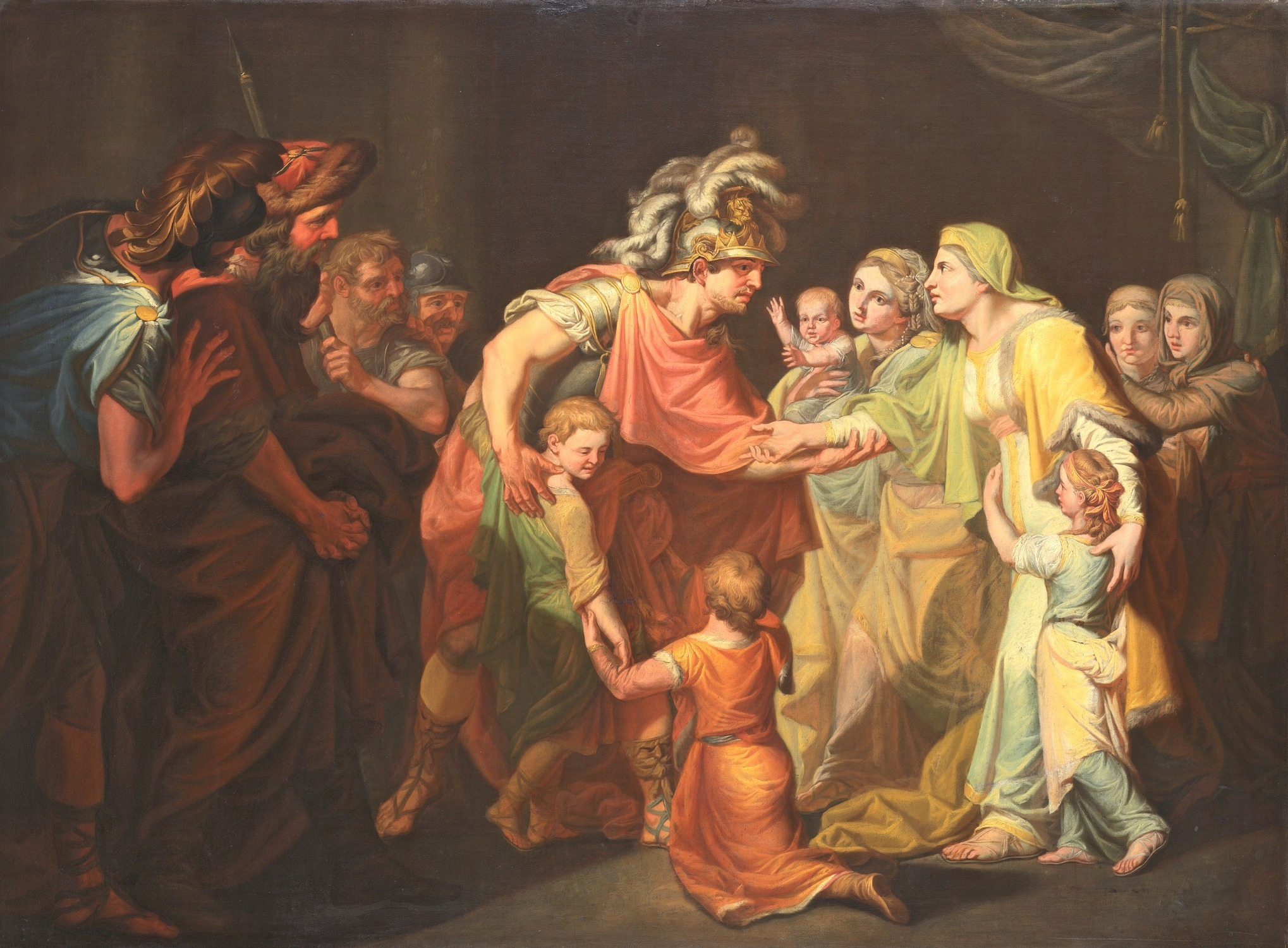
Światosław spotyka się z rodziną w Kijowie po powrocie z bitwy. Obraz pędzla Iwana Akimowa z 1773 r. Galeria Trietiakowska, Moskwa.

W latach 964-966 po podporządkowaniu sobie słowiańskich Wiatyczów celem księcia kijowskiego stało się państwo Chazarów. Wojska Światosława zdobyły Sarkel, Tmutarakan, a w 968 także stolicę – Itil, co ostatecznie doprowadziło do upadku Kaganatu Chazarskiego.
Kolejnym wielkim przedsięwzięciem Światosława była wyprawa na Bułgarię. W tym okresie państwo to pogrążone było w kryzysie dynastycznym, co chciał wykorzystać bizantyjski cesarz Nicefor Fokas poprzez skłonienie Rusi do ataku. W tym celu wysłał dyplomatę Kalokirosa do Kijowa, który miał wręczyć 1500 funtów złota ruskiemu księciu i obiecać mu Bułgarię na własność. Wyprawa rozpoczęła się w 967 roku. Już na samym jej początku działania księcia kijowskiego pokrzyżowały plany Bizancjum, które zakładało długą i wyczerpującą wojnę obu stron. Światosław niespodziewanie, w pierwszych paru bitwach, rozgromił armię bułgarską i dotarł aż do centrum kraju, gdzie w Perejesławcu postanowił zatrzymać się na stałe. W tej sytuacji cesarz bizantyjski, wykorzystując tę samą taktykę użytą przeciw Bułgarom, na Rusinach, podburzył przeciw nim Pieczyngów, którzy zaatakowali Kijów. Światosław szybko wycofał się z Bułgarii, pokonał i przepędził spod stolicy oblegające wojska i zawrócił do Perejasławca. W tym czasie Bizancjum zdążyło już wmieszać się w sprawy opuszczonej przez Światosława Bułgarii, tym razem stając w jej obronie. Gdy tylko książę wiosną 969 roku znalazł się na jej ziemiach, doszło do kolejnych walk. Zdezorientowani Bułgarzy, wrogo nastawieni do Bizancjum, stanęli po stronie wojsk ruskich. W wyniku rozczarowania dwuznaczną dyplomacją Bizantyjczyków, część wrogich cesarzowi Bułgarów, Węgrów i Pieczyngów wyruszyło pod wodzą księcia Kijowa na Konstantynopol. Po bitwie pod Arkadiopolis Światosław przekroczył Bałkany, zdobył Filipopol i zbliżył się do bizantyjskiej stolicy, Konstantynopola.  Po przewrocie pałacowym władzę nad krajem objął Jan I Tzimiskes. Dopiero w 972 roku, po zdławieniu wewnętrznej opozycji, wyruszył z resztą wojsk ku zachodniej granicy, na spotkanie z Rusinami, rozbijając po drodze wysunięte oddziały Bułgarów. Zdając sobie sprawę z przewagi militarnej Bizancjum, część możnych Bułgarii zerwała sojusz z Rusinami i zaczęła się wycofywać. Po długich pertraktacjach między cesarzem a księciem kijowskim, w których Jan Tzimiskes starał się odwieść Światosława od walki, powołując się na dawne traktaty z Igorem i na przewagę liczebną wojsk bizantyjskich, Rurykowicz odmówił wycofania wojsk, co rozpoczęło bitwę. Przewaga sił bizantyjskich przed decydującą bitwą była kilkukrotna. Pomimo przegranej, Światosław był jednak w stanie wynegocjować dobre warunki, m.in. zastrzegł sobie prawo odprowadzenia całego wojska wraz z uzbrojeniem do Rusi i zaopatrzenie w prowiant na całą tę drogę.

## Śmierć

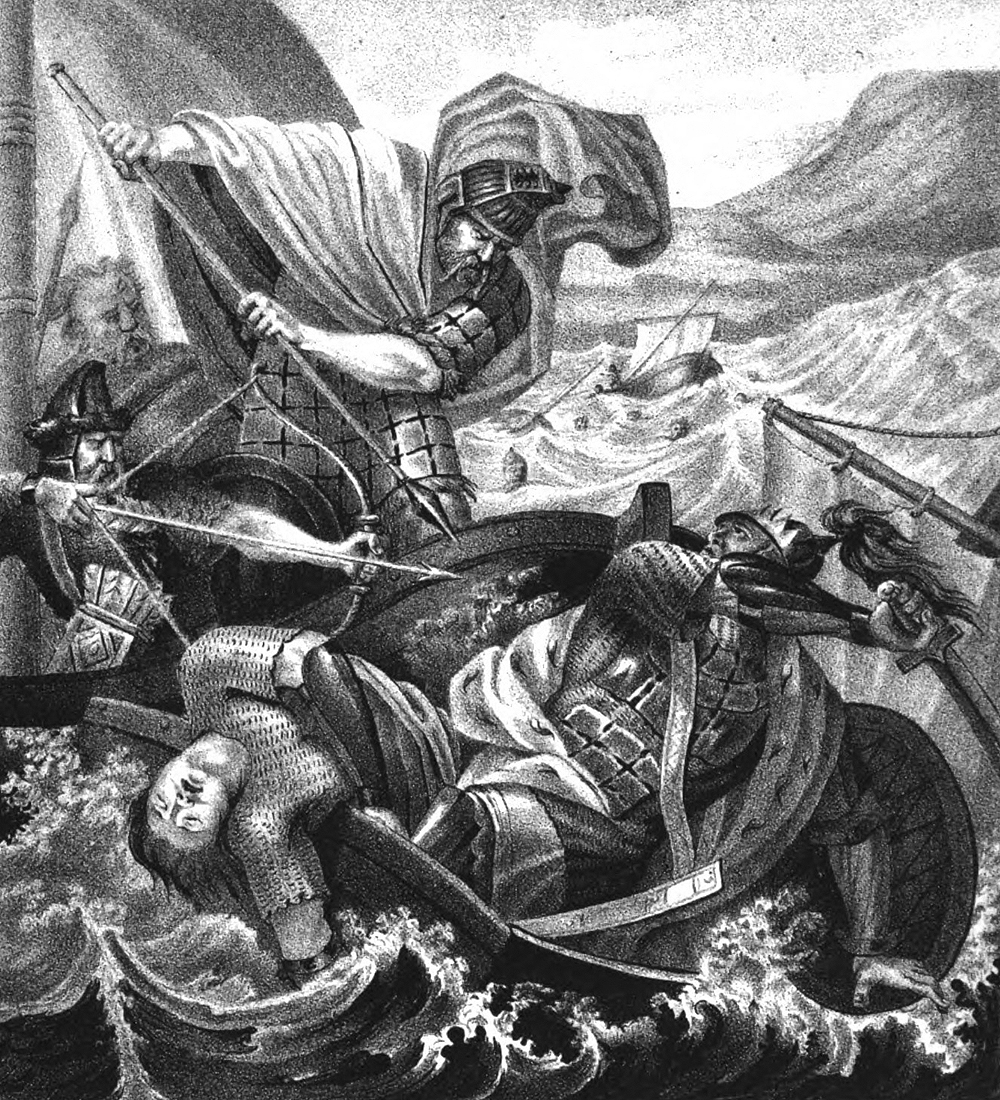
Zabójstwo Światosława. Ilustracja Borisa Czorikowa do książki Artysta Karamazin lub historia Rosji w obrazach (Petersburg, 1836).

Po bitwie, Światosław spędził zimę w okolicach ujścia Dniepru, co mogło świadczyć o jego dalszych planach militarnych związanych z Bułgarią. Przed porohami na Dnieprze wpadł w zasadzkę przygotowaną przez Pieczyngów. Światosław wraz z całą drużyną zginął podczas walki. Według legendy chan Pieczyngów Kuria rozkazał z jego czaszki zrobić kielich okuty złotem, z którego pił. Po śmierci Światosława doszło do walki o władzę między jego synami, z której zwycięsko wyszedł Włodzimierz I Wielki. 

## Podsumowanie panowania
Światosław I pozostawił po sobie państwo kilkukrotnie większe niż otrzymał w spadku po ojcu. Jego działania militarne jak i polityczne świadczą o wysokich umiejętnościach zarządzania Rusią. Lata jego panowania to nieustanne kampanie militarne, poważne zabiegi dyplomatyczne, kontrakty i ugody handlowe i wykształcenie spójnej państwowości ruskiej, co przyczyniło się do umocnienia pozycji Państwa Kijowskiego.

## Przodkowie
| 4. Ruryk ok. 830-879 |  |                       |  |  |                               |
|                      |  | 2. Igor przed 880-945 |  |  |                               |
| 5. NN                |  |                       |  |  |                               |
|                      |  |                       |  |  | 1. Światosław I (920-942)-972 |
| 6. NN                |  |                       |  |  |                               |
|                      |  | 3. Olga ok. 903-969   |  |  |                               |
| 7. NN                |  |                       |  |  |                               |
|                      |  |                       |  |  |                               |

## Potomstwo
+ Przedsława:
- Jaropełk I zm. 978/980
- Oleg

+ Malusza:
- Włodzimierz I Wielki 956 lub 958 – 15 lipca 1015